# Christian Michelsen
Christian Michelsen (Bergen, 15 maart 1857 – aldaar, 29 juni 1925) was een Noors politicus voor Venstre. Hij was advocaat en reder. Onder zijn premierschap werd in 1905 een einde gemaakt aan de unie tussen Noorwegen en Zweden.
In 1903 werd hij minister in de tweede regering-Hagerup en in 1905 werd hij zelf premier. Tijdens zijn regering besloot het Storting in mei 1905 unaniem consulaire vertegenwoordigingen in het buitenland te openen. Dit leidde tot een conflict met Zweden, dat in een unie met Noorwegen was verbonden. Na een veto van de Zweedse koning Oscar II traden Michelsen en zijn kabinet af. Dit aftreden werd door Oscar II niet aanvaard, maar deze kon geen kandidaten voor een nieuwe Noorse regering vinden. Het Storting zag hierin aanleiding te verklaren dat de Zweedse koning zijn plicht als Noors staatshoofd had verzaakt. Daaropvolgend werd op 7 juni 1905 in het Storting unaniem een resolutie aangenomen inzake de ontbinding van de unie en de verlenging van de volmacht voor de regering-Michelsen. Het Storting stelde voor een Zweedse prins de Noorse troon te laten bestijgen. De Zweedse koning wees deze eenzijdig door Noorwegen afgekondigde maatregelen af. De Zweedse Rijksdag eiste dat het besluit van het Storting door middel van een plebisciet zou worden voorgelegd aan het Noorse volk en de voorwaarden voor de ontbinding van de unie door afzonderlijke Zweeds-Noorse onderhandelingen vastgelegd. Dit voorstel werd door de Noorse regering, die zelf al plannen had voor het houden van een plebisciet, aangenomen. In dit plebisciet, gehouden op 13 augustus 1905, stemden 368.392 Noren voor en slechts 184 tegen de ontbinding van de unie. Met het Verdrag van Karlstad werd de vreedzame ontbinding van de unie vervolgens een feit. Michelsen werd daarmee de eerste minister-president van het onafhankelijke Noorwegen. Alhoewel hij voorstander was van een republiek, aanvaardde hij een democratische monarchie en de Deense prins Karel werd koning van Noorwegen als Haakon VII.
Het in 1930 opgerichte Chr. Michelsens Institutt voor onderzoek naar ontwikkelingssamenwerking en -politiek is opgericht met behulp van de nalatenschap van Michelsen en naar hem vernoemd.